# Rímac (vapor)
El BAP Rímac fue el primer barco a vapor de guerra la Marina de Guerra del Perú y del segundo de su tipo en un país sudamericano. Su propulsión era por medio de rueda de paletas a ambos lados del casco.
Recibió el nombre en homenaje al sonoro rio de la capital de Perú. 
En este vapor, el héroe máximo del Perú, el Gran Almirante Miguel Grau sirvió como guardiamarina por seis meses y medio en 1854.

## Antecedentes
En la guerra civil de 1844, la escuadra inglesa del Pacífico embargó a los de buques de la Marina de Guerra del Perú, que apoyaban a los constitucionalista, en represalia por la detención del buque británico Perú. Es así como en 1845, don Ramón Castilla, como Presidente del Perú decidió la compra de varios buques de guerra para que el Perú tenga la mayor fuerza naval del Pacífico y evitar las injerencias externas en asuntos internos y a su vez estar mejor preparados frente a las posibles amenazas de países vecinos. 
Gracias a la prosperidad de la Era del Guano, se compraron la fragata Mercedes y los bergantines Guisse y Gamarra, pero también se envío dos comisiones navales, a Gran Bretaña y a Estados Unidos, para comprar un vapor de guerra y a su vez instruirse en estas nuevas máquinas a vapor.  
En Estados Unidos se concretó la compra de un buque a vapor de guerra en 1846.

## Contratación y Construcción
Era una buque de casco de madera, clavado y forrado en cobre. Tenía aparejo de bergantín y estaba propulsado por dos ruedas de paletas laterales. Las cajas de las ruedas estaban decoradas por dos soles, uno en cada rueda, simbolizando al Inti. En la popa estaba el escudo nacional cubierto de oro.
Su contrato fue firmado por Joaquín José de Osma, Ministro Plenipotenciario de Perú en Estados Unidos. Su construcción estuvo supervisada por el capitán de fragata Domingo Valle Riestra, que fue su primer comandante y el que lo condujo al Callao.
La artillería fue mandada a fabricar en Gran Bretaña por la comisión naval que ahí estaba, presidida por el Capitán de fragata Ignacio Mariátegui. La disposición de la artillería era muy inusual para la época, pues colocaba los cañones más pesados de 68 libras en proa y popa y ofrecían la ventaja de tener cureña giratoria. En los costados estaban los cañones de a 24 libras.
En aquellos años de rápidos avances técnicos industriales, la conveniencia del accionamiento por hélice recién fue demostrada por la Real Marina Británica en 1845, por lo que no se puede reprochar la decisión tomada en 1846 para que el Rímac fuera impulsado por ruedas de paletas. De haber participado en un combate, eventualmente, se pudiera haber comprobado la vulnerabilidad de las grandes ruedas, lateralmente colocadas, y por ende, la posibilidad de su inmovilidad y su total destrucción posterior.
Fue botado al agua el 20 de agosto de 1847. En sus pruebas la nave alcanzó velocidades de 12 nudos.

## Llegada al Callao
Su llegada al Callao, el 27 de julio de 1848, concitó gran expectación e interés como noticia pues fue el mejor símbolo del desarrollo que por esos años adquirió la Marina de Guerra del Perú.
A los dos meses de su llegada al Callao se presentó el problema de que el vapor de la caldera arrastraba agua cuando entraba al cilindro. En 1850 le fueron cambiadas sus calderas y su chimenea dos años después.
Su adquisición hizo necesario que el Perú contara con una fundición donde se le pudiera brindar reparación y mantenimiento, es así como crea en el Callao, la Factoría Naval de Bellavista, la cual fue equipada con maquinarias, equipos e instrumentos que trajo el Rímac desde Nueva York, para cubrir necesidades militares como industriales.

## Operaciones
Durante la guerra civil de 1854, prestó servicio al mando del capitán de navío Pedro José Carreño. Cuando terminó la guerra civil, el presidente Ramón Castilla destituyó a todos los mandos navales. Así, Carreño dejó el mando del buque y lo asumió el capitán de corbeta Carlos Castro, que paradójicamente, en la guerra civil había sido echeniquista al igual que Carreño.
El Rímac zarpó del Callao el 27 de febrero de 1855 con rumbo a Islay, para desembarcar ahí a 400 pasajeros, la mayoría licenciados del ejército. El 1 de marzo de 1855, en circunstancias en que el Rímac se hallaba navegando hacia Islay, encalló en Punta San Juan (Marcona), perdiéndose totalmente el buque. 
Treinta años después, se perdió en el mismo sitio el transatlántico italiano Italia.